# Дзоллино
Дзоллино (итал. Zollino) — коммуна в Италии, располагается в регионе Апулия, в провинции Лечче.
Население составляет 2297 человек (2008 г.), плотность населения составляет 255 чел./км². Занимает площадь 9 км². Почтовый индекс — 73010. Телефонный код — 0836.
Покровителем населённого пункта считается святой Sant’Antonio di Padova.
Населяемая в основном меньшинством греческого происхождения, говорящим также на диалекте греческого языка, коммуна входит в Союз городов Салентийской Греции (Unione dei Comuni della Grecìa Salentina).

## Демография
Динамика населения:

## Администрация коммуны
- Официальный сайт: http://www.comune.zollino.le.it/